# Montsoriu (linaje)
Los Montsoriu, o también Monsoriu, fueron un linaje nobiliario catalán, que se extendió por otros territorios de la Corona de Aragón en distintos momentos de la Edad Media. 

## Orígenes catalanes
El linaje es muy antiguo, puesto que se remonta a comienzos del siglo XI, cuando Amat de Montsoriu (muerto hacia el año 1025) heredó el vizcondado de Gerona y tomó el "apellido" del castillo de Montsoriu, pieza clave del patrimonio de los vizcondes, o incluso su propiedad más importante. Más tarde, al enlazar con el linaje de los Cabrera, adoptaron el título de vizcondes de Cabrera.

## Miembros destacados en Cataluña
Hay que señalar los tres que fueron vizcondes de Gerona: 
- Amat de Montsoriu (hacia 1008-1025)
- Arbert de Montsoriu (1025-1033)
- Ermessenda de Montsoriu (1033-1057)

## Los Montsoriu valencianos
Según Bosch y Orts, los Montsoriu arraigaron en el reino de Valencia en el siglo XIV, pero no hay constancia hasta el año 1406, cuando Bernat de Montsoriu firmaba como patrón de la capilla de Santo Tomás en el Convento de Predicadores de Valencia. Después, se encuentran ampliamente documentados: 
- Gilabert de Montsoriu llegó a ser gran maestre de la Orden de Montesa (1445) y luchó bajo las órdenes de Alfonso el Magnánimo en diferentes campañas militares marítimas y terrestres en Sicilia y en Nápoles.
- Galcerán de Montsoriu también participó en las guerras de Italia, pero volvió a Valencia, donde ejerció el cargo de jurado de la ciudad en 1440 y 1443.
- Gaspar de Montsoriu combatió en la Guerra de Granada.
- Jerónimo de Montsoriu, de la rama de los señores de Faura, formaba parte en 1521 de las fuerzas del Ducado de Segorbe cuando murió en combate contra la milicia agermanada de Valencia (Guerra de las Germanías); un segundo del mismo nombre estuvo en la batalla de San Quintín (1557), y un tercer Jerónimo de Montsoriu luchó en la Guerra de los Segadores con el ejército de Felipe IV en la operación militar que expulsó a los franceses de Tortosa (1649-1650).[2]
- Francisca Felipa de Monsoriu (1642-1709) fue IV condesa de Gestalgar entre 1666 y 1709, y enlazó en matrimonio en 1665 con su primo Onofre Vicente Escrivá de Híjar, II conde de la Alcudia.[3]

## Baleares
- Bernat de Montsoriu fue gobernador real de Ibiza, hacia 1366-1367, aunque se no tiene constancia de su lugar de nacimiento.[4]